# 23.ª División (oposición siria)
La 23.ª División (en árabe: الفرقة 23‎) o la 16.ª División de Infantería (en árabe: الفرقة 16 مشاة‎) es un grupo rebelde sirio afiliado al Ejército Libre de Siria. Formado en septiembre de 2013, el grupo estuvo activo principalmente en la ciudad de Alepo y sus alrededores. Después de que las líneas rebeldes en Alepo colapsaran debido a los avances del ejército sirio durante la Batalla de Alepo a mediados de 2016, la 16.ª División sufrió muchas bajas y se disolvió. Los restos del grupo formaron la 23.ª División (en árabe: الفرقة 23‎). La facción del Ejército Nacional Sirio del grupo en el norte de Alepo se disolvió después de que su liderazgo fuera atacado por el Frente Levante en agosto de 2020, y sus otros miembros fueron transferidos a otros grupos bajo la Tercera Legión del SNA.

## Historia

### 16aDivisión
La 16.ª División se formó el 19 de septiembre de 2013 como una fusión de 10 grupos rebeldes en la ciudad de Alepo. Uno de sus subgrupos, la Brigada de los Mártires Badr, era famoso por el robo, el secuestro, la extorsión y, sobre todo, el saqueo masivo de fábricas en los distritos de Alepo y el envío de camiones cargados de artículos saqueados a Turquía.
En octubre de 2013, el territorio de la 16.ª División en el norte de Alepo fue invadido por el Estado Islámico de Irak y el Levante. Durante la ofensiva del EIIL, los combatientes del EIIL capturaron una base de la 16.ª División y encontraron una gran cantidad de oro, efectivo en forma de dólares estadounidenses, hachís y cilindros de gas utilizados en la producción de los cañones del infierno utilizados por el grupo. En noviembre de 2013, en respuesta a la "agresión" a sus "hermanos" del EIIL por parte de la 16.ª División, la Brigada al-Aqsa desertó de la 16.ª División.
En enero de 2015, el Frente al-Nusra capturó a 11 combatientes de la 16.ª División en Alepo durante el conflicto del primero con el Movimiento Hazzm. En respuesta, la 16.ª División pidió la liberación incondicional de sus combatientes.
El 7 de diciembre de 2015, la 16.ª División y la Brigada de los Caballeros de la Justicia llevaron a cabo un bombardeo conjunto del laboratorio de defensa del gobierno sirio en el distrito central de Khalidiya en Alepo.
Desde noviembre de 2015, el grupo participó en el bombardeo indiscriminado de Sheikh Maqsoud, que mató a decenas de civiles y desató una represalia de las Unidades de Protección Popular (YPG), que mató a varios de sus miembros en abril de 2016.
Durante la ofensiva del norte de Alepo (junio-julio de 2016), la 16a División sufrió numerosas bajas, incluidos 29 muertos, más de 54 heridos y 7 desaparecidos, su cuartel general invadido y sus comandantes, incluido el máximo líder, Abdul Khaliq Lahyani, dimitieron. y fue relevado de todos los deberes. Se nombró a un nuevo comandante, el ex coronel de la Fuerza Aérea Siria Hassan Rajoub. Posteriormente, el grupo desapareció.

### 23aDivisión
Tras la disolución de la 16.ª División en julio de 2016, los restos del grupo, encabezado por el coronel Hassan Rajoub, se reagruparon y formaron la 23ª División.
Desde enero de 2018, el grupo ha participado en la operación militar turca en Afrin contra las Fuerzas Democráticas Sirias lideradas por las YPG en la región de Afrin. El 28 de febrero, Tahrir al-Sham asedió el cuartel general de la 23ª División en la aldea de Qah en la gobernación de Idlib septentrional. Después de menos de una hora de enfrentamientos, los combatientes de Tahrir al-Sham capturaron el cuartel general y se apoderaron de equipos y armas.
En mayo de 2018, junto con otros 10 grupos rebeldes en el noroeste de Siria, la 23a División formó el Frente Nacional de Liberación, que se anunció oficialmente el 28 de mayo.
Para 2020, la mayoría de los combatientes de la 23a División procedían de Tell Rifaat, en la gobernación de Alepo, en el norte. El 8 de agosto de 2020, el Frente de Levante, que acusó a la 23.a División de "incitar al odio y la lucha, instigar a las luchas internas y comprender a funcionarios corruptos", irrumpió en la sede del grupo en Azaz y Afrin, se apoderó de las bases de la 23a División y capturó a sus líderes y sus escoltas. La 3.a Legión del Ejército Nacional Sirio, encabezada por el Frente Levante, tomó una decisión judicial ordenando la disolución de la 23.a División y el traslado de sus miembros que no fueron arrestados durante el ataque a otros grupos dentro de la legión.

## Crímenes de guerra
Según el Observatorio Sirio de Derechos Humanos, la Brigada de Mártires Badr de la 16a División, encabezada por Khaled Hayani, fue responsable de la muerte de más de 203 civiles, incluidos 42 niños, al menos 25 mujeres y 136 hombres, con más de 900 heridos. 175 de ellos de gravedad, en la ciudad de Alepo entre julio y diciembre de 2014 con cañones infernales y otros morteros, además de artefactos explosivos improvisados.